# Antoine Chaudot
Antoine Chaudot est un homme politique français né le 2 avril 1774 à Joigny (Yonne) et décédé le 15 novembre 1852 à Joigny.

## Biographie
Propriétaire, maire de Joigny, il est député de l'Yonne de 1830 à 1831, soutenant la Monarchie de Juillet.